# اتو گتسه
اُتو گُتسه (به آلمانی: Otto Götze) دوچرخه‌سوار اهل آلمان بود. او در بازی‌های المپیک تابستانی ۱۹۰۸ شرکت کرد.